# Podraneja
Podraneja (lat. Podranea), biljni rod iz tropske i južne Afrike iz porodice katalpovki smješten u tribus Tecomeae Sastoji se od dvije vrste iz južne tropske i južne Afrike.. Tipična vrsta je lijana P. ricasoliana

## Etimologija
Latinsko ime roda anagram je od Pandorea, australskog roda u koji su ove vrste nekada bile uključene.

## Opis
Penjačice. Listovi nasuprotni, neparnoperasti s 5 ili više listića; vitice 0. Cvat završna metlica. Čaška zvonasta, 5-režnjevita, cjevasto naduvena. Vjenčić ljubičastoružičast. Prašnika 4, dvostruki. Staminodij 1. Ovarij duguljast. Čahura linearna, spljoštena. Sjemenke krilate.

## Vrste
1. Podranea brycei (N.E.Br.) Sprague
2. Podranea ricasoliana (Tanfani) Sprague